# Sylviocarcinus australis
Sylviocarcinus australis är en kräftdjursart som beskrevs av Magalhães och Türkay 1996. Sylviocarcinus australis ingår i släktet Sylviocarcinus och familjen Trichodactylidae. IUCN kategoriserar arten globalt som livskraftig. Inga underarter finns listade i Catalogue of Life.